# París-Tours 1901
La París-Tours 1901 fue la segunda edición de la clásica París-Tours. Se disputó el 30 de junio de 1901 y el vencedor final fue el francés Jean Fischer, que se impuso a su compañero de fugo, el también francés Georges Lorgeou.  

## Clasificación general[3]
|   | Ciclista          | Equipo   | Tiempo       |
| - | ----------------- | -------- | ------------ |
| 1 | Jean Fischer      |          | 9h 22' 35"   |
| 2 | Georges Lorgeou   |          | m.t.         |
| 3 | Édouard Wattelier |          | + 42' 59"    |
| 4 | Antony Wattelier  |          | + 47' 10"    |
| 5 | J. Chalansonnet   |          | + 50' 07"    |
| 6 | Victor Lefèvre    | Panneton | + 1h 21' 48" |
| 7 | Achille Germain   |          | m.t.         |
| 8 | Georges Clément   |          | + 1h 43' 25" |
| 9 | Launay            |          | + 1h 43' 25" |